# Brahmina potanini
Brahmina potanini är en skalbaggsart som beskrevs av Semenov 1891. Brahmina potanini ingår i släktet Brahmina och familjen Melolonthidae. Inga underarter finns listade.